# フレデリック・ニウ

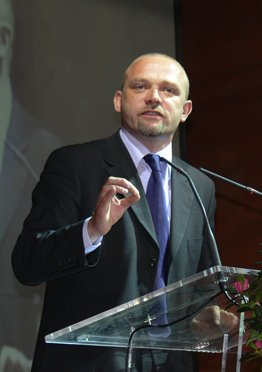
フレデリック・ニウ（2007年撮影）

フレデリック・ニウ（ニウー、Frédéric Nihous、1967年8月15日 - ）は、フランスの政治家。フランスの政党、狩猟、釣り、自然、伝統に所属。2007年フランス大統領選挙に同党から立候補し第一回投票で42万645票（1.15%）を獲得し候補者12人中、11位であった。
北仏ノール県ヴァランシエンヌ出身。現在はスペインと国境を接する南仏ピレネー＝アトランティック県に在住。1999年狩猟、釣り、自然、伝統の欧州議会会派の事務総長を務める。2002年フランス大統領選挙では、同党の創設者で同党から大統領選挙に立候補した、ジャン・サン＝ジョス陣営の選挙対策責任者となった。その後もサン＝ジョスの議会選挙を補佐し党を支えた。夫人との間に二子がいる。